# 함평 고막천 석교
함평 고막천 석교(咸平 古幕川 石橋)는 대한민국 전라남도 함평군에 있는 고려시대의 교량이다. 2003년 3월 14일 대한민국의 보물 제1372호로 지정되었다.

## 개요
이 다리의 기록은 많지 않으며 동국여지승람 등의 몇몇 사서(史書)에 고막교의 기록이 보일 뿐 누가 언제 축조한지는 정확히 알 수 없으나, 구전 (口傳)에 의하면 고려 元宗 14年(1273) 무안(務安)의 법천사 도승 고막대사가 도술로 이 다리를 가설하였다고 전한다.
2000년도 이 다리를 완전해체 보수시 교각과 교대 아래 나무말뚝(41개 확인)중 일부를 국립문화재연구소에 연대측정을 의뢰한 결과(490±50, 즉 AD1390~1495)로 축조시기를 확인하였다.
한국의 돌다리는 주로 무지개형인 홍교(무교각)와 교각을 가교하여 세운 평면교인 널다리 두 가지 형식이 있다. 특히 고막천 석교는 널다리이면서도 목조가구의 결구수법인 주두의 가구법을 택한 것이 특징이다.
총길이 20m, 폭 3.5m, 높이 2.5m로서 5개의 교각 위에 우물마루 형식의 상판을 결구한 널다리로서 동쪽으로는 돌로 쌓은 석축도로가 7~8m 연결되고 다시 물살을 가르기 위해 세운 최근의 콘크리트 다리가 이어지고 있다.
다리의 상판은 우물마루 형식을 간직하고 있는 데, 이는 당시 목조건축과의 관련성을 잘 보여주고 있다고 보며, 특히 서측 가장자리 1경간은 수리시에 우물마루를 널마루로 깔아 다양한 상판 형식을 보여주고 있다.
다리기초는 하상의 뻘에 생나무말뚝을 전 구간에 걸쳐 촘촘히 박고, 이 위에 규격이 큰 장방형의 절석을 정교하게 깔아 급류에도 세굴되지 않도록 하여, 지금까지 홍수에도 견뎌온 가장 튼튼한 교량기초 구조를 보이고 있다.
맨밑의 바닥(水中地下)은 지반보강을 위해 나무 말뚝(소나무류, 참나무류, 느티나무 등)을 촘촘히 박아 이를 지지대로 하였으며, 그 주위에 잡석을 일정 두께로 깔아 바닥이 급류에 휩쓸려 나가는 것을 사전에 방지한 공법을 택하였다.
이 고막교는 구름다리와는 달리 구조적으로 취약한 널다리형식으로 원래의 위치에 원형을 간직하고 남아있는 가장 오래된 한국 유일의 다리로서 보기 드문 공법을 사용했으며, 석교가 지닌 교량사적 중요성을 감안하여, 보물로 지정되었다.
고막천 석교 세부사진
- 널다리 상판
- 다리교각
- 다리교대
- 섬세한 다듬질
- 다리하부
- 교대와교각 접합부

## 같이 보기
- 고막천

## 참고 자료
- 함평 고막천 석교 - 국가유산청 국가유산포털